# Gegant groga
Les gegants grogues són estrelles massives de les classes espectrals F i G i antigues estrelles de la seqüència principal.

## Vista general
Les estrelles gegants grogues brillen la seva llum principalment a la zona visible i apareixen de color blanc groguenc o groguenc a causa de les seves temperatures superficials. Les gegants grogues són més fredes i menys massives que les gegants blaves comparables de mida similar. En contrast amb les gegants vermelles, que només aconsegueixen la seva mida en l'etapa final de l'evolució estel·lar normal, si s'expandeixen, moltes vegades, les gegants grogues estan a prop del final de la seva vida. Molts són antigues gegants blaves o pesades estrelles la seqüència principal, que es converteixen en gegants vermelles o supergegants vermelles amb una fase groga poc abans del seu final.
Les més pesades d'entre 6 a 8 M☉, finalitzen en una supernova de tipus II.
Entre 5000 i 7500 K, la seva temperatura superficial és comparable a la del Sol. Per això, hi ha gegants grogues a la zona mitjana superior del diagrama de Hertzsprung-Russell.

## Exemples
| Name                        | Massa(M/M☉) | Radi (R/R☉) | Lluminositat(L/L☉) |
| --------------------------- | ----------- | ----------- | ------------------ |
| Arneb (α Lep A)             | 9           | 75          | 13000              |
| Canopus (α Car)             | 8           | 72          | 14800              |
| Capella Aa (α Aur Aa)       | 3           | 10,8        | 75,8               |
| Mu Velorum A (μ Vel A)      | 3           | 13          | 90,6               |
| Alfa de la Sageta (α Sge A) | 4           | 20          | 340                |
| Wezen (δ CMa)               | 17          | 200         | 50000              |

En general, les gegants grogues són relativament rares.